# Bladfisk
Bladfisk (Monocirrhus polyacanthus) är en fiskart som beskrevs av Heckel, 1840. Bladfisk ingår i släktet Monocirrhus och familjen Polycentridae. Inga underarter finns listade.
Fiskens namn syftar på utseendet som liknar ett blad och en skäggtöm vid munnen liknar en kort kvist. Fenorna är genomskinliga. Bladfisken överraskar så sina byten. Den når en längd av 2,5 cm och en vikt av 30 g. Bladfisken lever i Amazonområdet.

## Bildgalleri

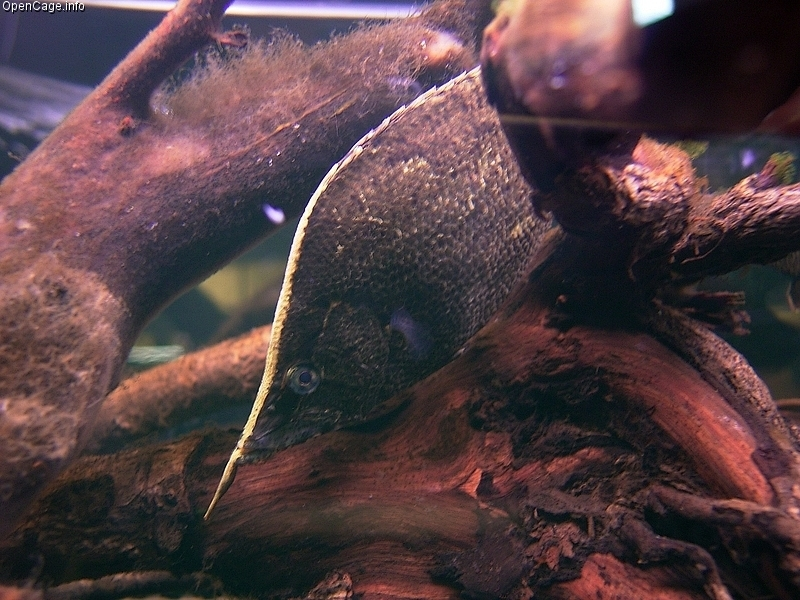
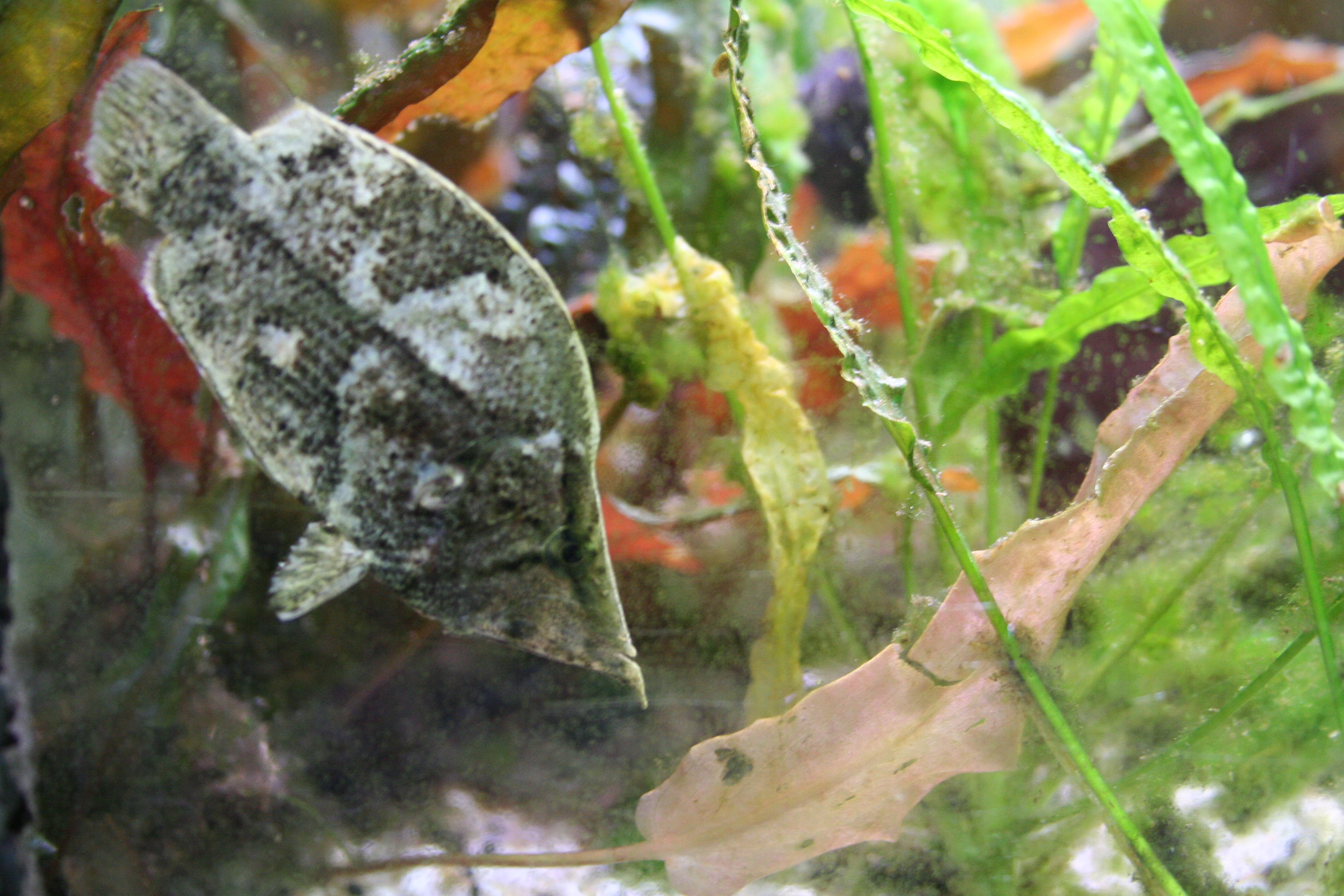